# رقية حسن محمد
رقية حسن محمد (1985 – سبتمبر 2015) واشتهرت باسمها التي اعتادت النشر به نيسان إبراهيم هي صحفية سورية مستقلة ومدوّنة من مدينة الرقة في سوريا. كانت رقية عضوة في مجموعة الرقة تذبح بصمت، وهي حملة أطلقها مجموعة من ناشطي المجتمع المدني والإعلاميين في محافظة الرقة السورية، لكشف انتهاكات تنظيم الدولة الإسلامية (داعش)، واستخدمت رقية اسمًا مستعارًا هو نيسان إبراهيم. يعتقد أنها أول صحفية مواطنة أنثى يقوم تنظيم الدولة الإسلامية (داعش) بإعدامها.

## حياتها الشخصية
ولدت رقية في مدينة الرقة بسوريا عام 1985. وتنحدر من عائلة ثرية من أكراد سوريا، والذين يقع مسقط رأسهم بالقرب من مدينة عين العرب. والدها رجل أعمال مسلم ورع، يمتك عدة أراضٍ ومباني في مدينة الرقة. تزوج والدها مرتين، ولها أخت شقيقة، وخمس أخوة ذكور غير أشقاء من زوجة والدها. تعمل شقيقتها طبيبة أسنان.
درست في إعدادية الفارابي وثانوية أبو العلاء المعري، وأكملت دراستها الجامعية في جامعة حلب وحصلت منها على إجازة في الفلسفة. وفي عام 2011، أصبحت عضوة نشطة ومن أوائل معارضي الرئيس السوري بشار الأسد، بعد بداية الحرب الأهلية السورية. بقيت رقية في المدينة بعد استيلاء المتمردين على السلطة في عام 2013، وظلت بها حتى عندما استولى تنظيم الدولة الإسلامية (داعش) على السلطة في وقت لاحق من العام ذاته.

## حياتها المهنية
اشتهرت رقية من خلال هويتها الصحفية المستعارة. وكانت عضوة في مجموعة الرقة تذبح بصمت، وهي مجموعة من ناشطي المجتمع المدني والإعلاميين في محافظة الرقة عملت على إلقاء الضوء على انتهاكات حقوق الإنسان التي ارتكبها تنظيم الدولة الإسلامية في الرقة، وكانت عبارة عن صفحة أخبار مستقلة غير حزبية غير ربحية، وأعضاءها غير مرتبطين بأي تنظيمات سياسية أو عسكرية. حصلت المجموعة على عدد من الجوائز العالمية منها جائزة حرية الصحافة العالمي. ومن خلال فيسبوك، كتبت رقية باسمها المستعار «نيسان إبراهيم» عن الحياة اليومية في ظل احتلال داعش. كما نشرت تحديثات بشأن تدهور الأوضاع في المدينة والضربات الجوية المتكررة من التحالف المشترك والقوات الروسية. لطالما انتقدت وتهكمت منشوراتها بالسياسات التي سنتها الجماعة المتشددة، مثل حظر استخدام الواي-فاي. واختلفت نبرة منشوراتها بين الغضب والدعابة السوداء.
زعم أبو محمد، مؤسس مجموعة الرقة تذبح بصمت، أنه حاول ثني رقية عن الاستمرار في منشوراتها، وأنه شجّعها على تبديل هويتها وإزالة صورها الشخصية من حساباتها. وزعم آخرون أيضًا أنهم قلقون من أن تؤدي منشوراتها إلى أن تصبح هدفًا بارزًا للجهاديين المتطرفين، إلا أنها استمرت في النشر. ويوم 21 يوليو 2015، توقفت رقية فجأة عن النشر على وسائل التواصل الاجتماعي.

## الوفاة
وضعت رقية تحت مراقبة داعش قبل اختفاءها، حيث اعتقد تنظيم الدولة أن منشوراتها على وسائل التواصل الاجتماعي هي أعمال تجسس بالتعاون مع الجيش السوري الحر. اختطفت رقية بواسطة داعش في وقت ما في أواخر شهر يوليو أو في شهر أغسطس 2015، ولم يُعرف ما حدث لها منذ حينها حتى إعدامها في الفترة بين سبتمبر وأكتوبر 2015. لم تتلق عائلتها تأكيدًا رسميًا على إعدامها حتى يناير 2016، حين تم الكشف عن إعدامها عبر وسائل الإعلام.
وفي الفترة بين اختفاءها وإعدامها، حصل تنظيم الدولة على إمكانية الوصول لحساباتها وبدأوا في مراسة أصدقاءها في محاولة الحصول على معلومات حول المنشقين المحتملين الآخرين وتحديد مواقعهم داخل وخارج سوريا. وبسبب ذلك النشاط على حساباتها على مواقع التواصل الاجتماعي، كان يعتقد أن رقية لا تزال على قيد الحياة. ووفقًا لأعضاء مجموعة الرقة تذبح بصمت، استمرت المجموعة في نشاطها على حسابها على فيس بوك وأعلنت أنها لا تزال على قيد الحياة حتى أوائل يناير 2016، تمامًا حين بدأت أخبار إعدامها تنتشر على نطاق واسع.
كتبت رقية في آخر منشور لها على وسائل التواصل الاجتماعي: «أنا في الرقة، وأتلقى تهديدات بالقتل. حين يقوم تنظيم الدولة باعتقالي وقتلي بذلك جيد، لأنهم بينما يقطعون رأسي سأكون ذات كرامة، وهو أفضل من العيش في الذل.»

## الصحافة وداعش

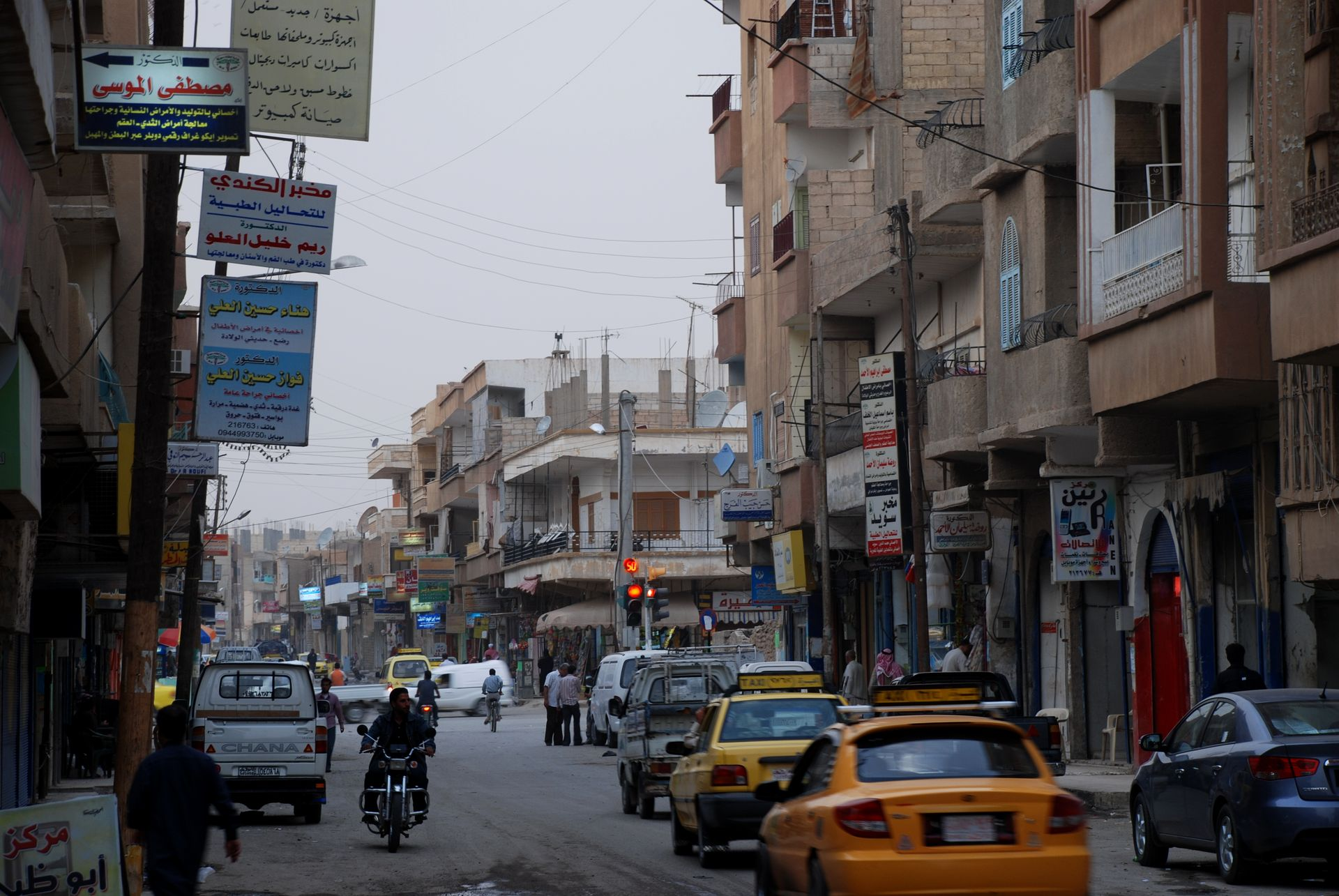
أصبحت مدينة الرقة السورية عام 2014 عاصمة لتنظيم الدولة الإسلامية.

أعدمت داعش ستة صحفيين في فترة تسعة أشهر بين عامي 2015 و2016، وكانت رقية أحدهم. الآخرين هم زاهر الشرقات وأحمد محمد الموسى وإبراهيم عبد القادر وفارس حمادي وناجي جرف.
استولى تنظيم الدولة الإسلامية عام 2014 على مدينة الرقة، واعتمدت كمهد للخلافة الإسلامية. بدأ العديد من المجندين في الجماعة من خارج وداخل سوريا بالهجرة إلى العاصمة الجديدة لمواصلة قضيتهم. كما واصل التنظيم إنتاج محتوى إعلامي بشكل مطرد لجذب مؤيديهم إلى الرقة ولتعزيز سيطرتهم على المدينة. نتيجة لذلك، بدأت الظروف داخل المدينة بالتدهور بسرعة. تم سن قواعد قمعية جديدة، وكان كسر هذه القوانين الجديدة يؤدي في كثير من الأحيان إلى الضبط العام أو الإعدام.
أسكتت داعش أي نقد في الرقة والمدن المجاورة من خلال القوة المميتة. تم إعدام المعارضين الصريحين وأي شخص يعتقد أنه ينقل المعلومات حول التنظيم.
أصبح الصحفيون، والذين هم جزء كبير من معارضة النظام، مستهدفون من قبل التنظيم. فقد أدى العمل الذي قام به صحفيون مثل رقية إلى وصفهم علنًا بأنهم جواسيس، وكان إعدامها مثال على حركة شاملة أكبر لقمع نقل الحقيقة حول تصرفات التنظيم من خلال المجتمعات الصحفية السورية والتركية.

## تأثير وفاتها
أعلنت سوريا دايركت حين وفاة رقية أنها خامس صحفي يتم قتله على يد تنظيم الدولة الإسلامية منذ أكتوبر 2014. كما اعتقد بأنها أول صحفية مواطنة أنثى يتم إعدامها من قبل التنظيم. إلا أن أعضاء مجموعة الرقة تذبح في صمت أن رقية ليست أول صحفية تُقتل في المنطقة، لكن البيانات الدقيقة المتعلقة بهذه الادعاءات غير موجودة حاليًا.
واصلت رقية كتاباتها على الرغم من التحذيرات المتعددة من أقرانها لوقف التدوينات عن حالة الرقة. فقد صرح أحد أقرباء رقية في مقابلة أنه يعتقد أن الإبلاغ عن أفعالها سيدفع الآخرين لمواصلة جهودها، على الرغم من تهديدات المتطرفين. كما نُقل عن قريبة أخرى في نفس المقال قولها «لقد أصبحت بطلة في قريتنا لشجاعتها وكونها صوت الحق. كانت شجاعة. واجهت فتاة كردية صغيرة من كوباني ميليشيات وحشية وفضحتهم. لن تُنسى أبدا.»
أدانت فرنسا إعدام رقية، فقال المتحدث باسم الخارجية الفرنسية، رومان نادال، أن إعدام الصحفية السورية يعكس «الفظائع» التي يرتكبها داعش والتي ترقي إلى جرائم الحرب والجرائم ضد الإنسانية. وأكد أن فرنسا تجدد تمسكها بحرية التعبير وبحرية الصحافة وتحشد كل طاقتها لا سيما من خلال الأمم المتحدة للتأكيد على ضرورة احترام هذه القيم الأساسية وحماية الصحفيين.